# 劉瑶章
劉 瑶章（りゅう ようしょう、繁体字: 劉瑶章; 簡体字: 刘瑶章; 拼音: Liú Yáozhāng; ウェード式: Liu Yao-chang、1897年7月（清光緒23年6月） － 1993年5月28日）は、中華民国・中華人民共和国の政治家。国民政府統治下での最後の北平市長である。直隷省保定府安新県の人。

## 事績
北京大学哲学系を卒業し、ジャーナリストとして『益友報』編輯、南京中央通訊社編輯主任などを務めた。日中戦争が勃発すると、専科学校以上卒業生就業訓練班で訓導員となり、また国民参政会で第2期から第4期まで参政員に選出されている。1938年（民国27年）、国民党中央訓練委員会で主任秘書となり、さらに委員や指導処処長も務めた。この時期には中国国民党中央訓練団党政訓練班第3期で訓練を受けている。1942年（民国31年）、中国国民党中央訓練団高級班第2期で訓練を受けた。1945年（民国34年）6月、国民党第6期中央執行委員会執行委員出されている。
1946年（民国35年）10月、河北省臨時参議会議長となり、翌月には制憲国民大会代表に選出された。1948年（民国37年）6月、北平市長兼地方行政幹部訓練団主任に抜擢される。しかし翌年1月、傅作義の北平無血開城に参加した。中華人民共和国では、水利部部長となった傅の下で弁公庁主任、部長助理、水利電力部（1958年に水利部と電力工業部が合併）顧問を歴任した。また、中国国民党革命委員会（民革）中央委員や中国人民政治協商会議全国委員会委員（第2期～第6期）も務めている。1993年5月28日、北京市で死去。享年97（満95歳）。

## 注
1. 1 2  徐主編（2007）、2513頁。
2. 1 2  劉国銘主編（2005）、537頁。